# Campionati europei di ciclismo su strada 2014 - Cronometro maschile Junior
La cronometro maschile Junior dei Campionati europei di ciclismo su strada 2014 si è svolta il 10 luglio 2014 in Svizzera, con partenza ed arrivo a Nyon, su un circuito di 13,45 km da ripetere 2 volte per un totale di 26,9 km. La medaglia d'oro è stata vinta dal tedesco Lennard Kämna con il tempo di 35'35"58 alla media di 45,30 km/h, davanti al francese Corentin Ermenault e al norvegese Tobias Foss.

## Classifica (Top 10)
| Pos. | Corridore          | Squadra   | Tempo    |
| ---- | ------------------ | --------- | -------- |
| 1    | Lennard Kämna      | Germania  | 35'35"58 |
| 2    | Corentin Ermenault | Francia   | a 27"    |
| 3    | Tobias Foss        | Norvegia  | a 36"    |
| 4    | Filippo Ganna      | Italia    | a 42"    |
| 5    | Jérémy Defaye      | Francia   | a 47"    |
| 6    | Pëtr Rikunov       | Russia    | a 58"    |
| 7    | Martin Schäppi     | Svizzera  | a 1'00"  |
| 8    | Adam Ťoupalík      | Rep. Ceca | a 1'06"  |
| 9    | Kristjan Kumar     | Slovenia  | a 1'08"  |
| 10   | Rayane Bouhanni    | Francia   | a 1'09"  |